# Cirque d'Hiver (Paris)
Pour les articles homonymes, voir Cirque d'hiver.
 (mai 2017).
Si vous disposez d'ouvrages ou d'articles de référence ou si vous connaissez des sites web de qualité traitant du thème abordé ici, merci de compléter l'article en donnant les références utiles à sa vérifiabilité et en les liant à la section « Notes et références ».
Le cirque d'hiver de Paris, souvent appelé simplement le Cirque d'Hiver, ou encore le Cirque d'hiver Bouglione depuis son achat par la famille Bouglione en 1934, est une salle de spectacle située 110 rue Amelot dans le 11e arrondissement de Paris. Construit en 1852 par l'architecte Jacques Hittorff, il a été successivement appelé « cirque Napoléon » puis « Cirque national ». Il est inscrit au titre des monuments historiques depuis le 10 février 1975.
Il a successivement accueilli les concerts de musique classique de Jules Pasdeloup, le cinéma Pathé de Serge Sandberg et le théâtre de Firmin Gémier. Depuis son achat en 1934 par la famille Bouglione, il est également connu sous le nom de Cirque d'Hiver Bouglione, du nom de la famille de cirque qui en est propriétaire et occupante. En plus des spectacles de cirque traditionnel, la salle accueille des spectacles de variété et des réunions politiques. C'est un cirque très reconnu par la communauté internationale depuis plus de 100 ans.

## Historique

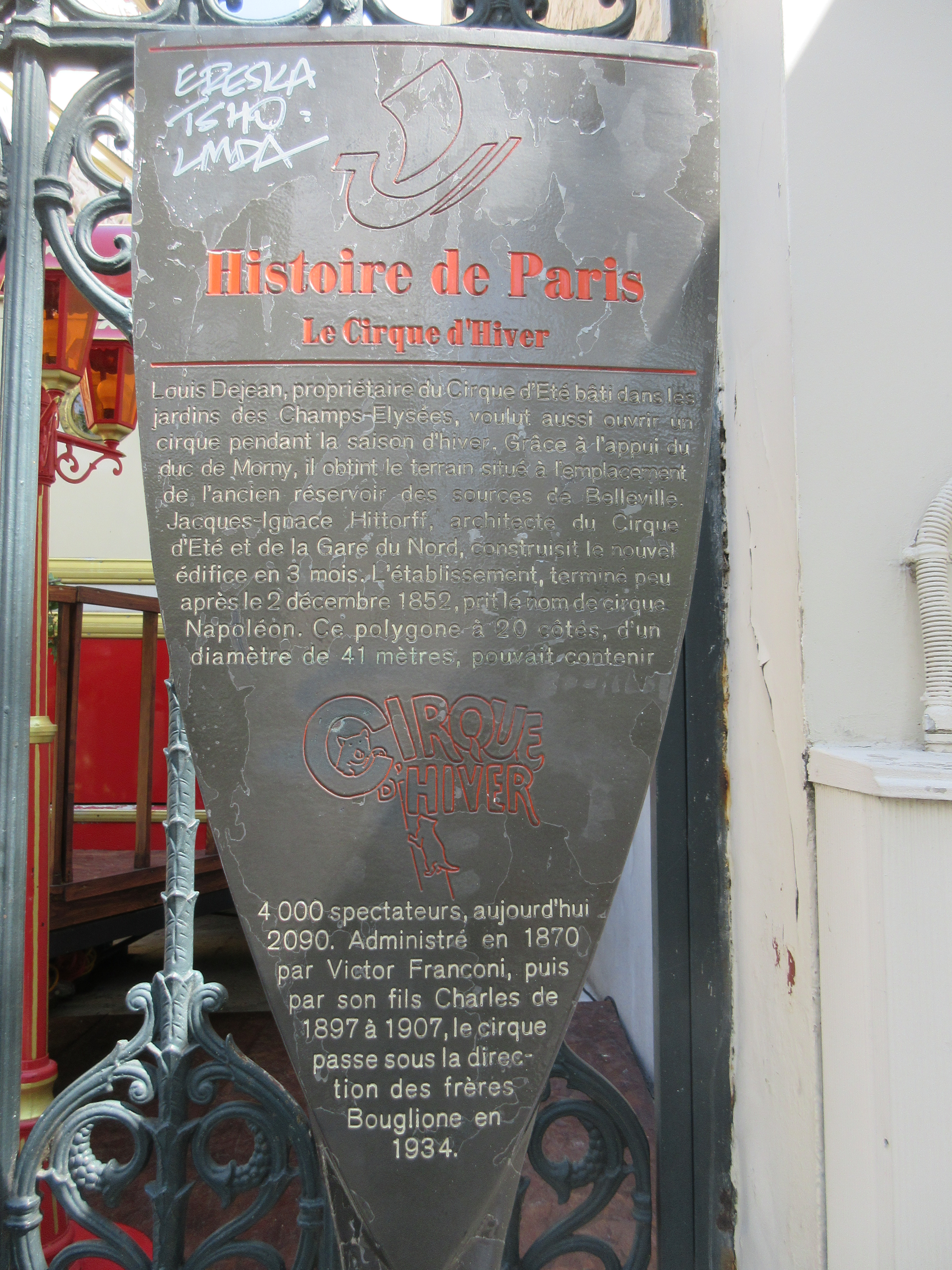
Panneau Histoire de Paris
« Le Cirque d'Hiver ».

### Conception et construction
Grâce au duc de Morny, demi-frère du prince Louis-Napoléon (futur empereur Napoléon III), une autorisation de construire est accordée le 17 décembre 1851 à Louis Dejean (es), déjà propriétaire du Cirque d'Été (devenu Cirque de l'Impératrice) situé dans le carré Marigny des Champs-Élysées. C’est à Jacques Hittorff, architecte du Cirque d'Été et de la gare du Nord, que fait appel Dejean pour concevoir le nouvel édifice.
Le Cirque d'Hiver est construit sur un terrain disponible à l'emplacement d'un grand réservoir construit en 1740 pour le nettoyage du Grand Égout par une chasse périodique de l'eau et détruit en 1779.
Son plan est un polygone à vingt côtés percés de quarante fenêtres, d'un diamètre de quarante-deux mètres, avec une charpente en bois sans point intermédiaire. Sa salle, éclairée de vingt-et-un lustres à gaz, conçue à l'origine pour accueillir 5 900 personnes, verra sa capacité actuelle ramenée à 1 650 places suivant les normes de sécurité incendie contemporaines. Le cirque Napoléon se dessine avec des décorations intérieures et extérieures confiées aux grands sculpteurs et peintres de l’époque : James Pradier pour le bas-relief des amazones, Francisque Duret et Astyanax Scaevola Bosio pour les guerriers à cheval, Nicolas Gosse et Félix-Joseph Barrias, ainsi que des bas-reliefs d'Antoine Laurent Dantan.
Les travaux débutent le 17 avril 1852 et vont durer huit mois. C’est le prince Louis-Napoléon qui inaugure, le 11 décembre suivant, le cirque auquel il va donner son nom.

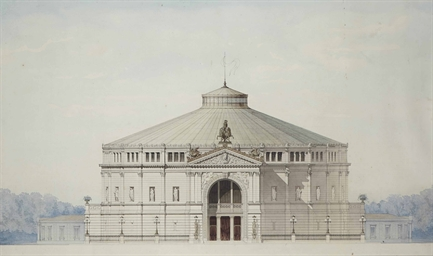
Projet de Jacques Hittorff pour le cirque Napoléon.
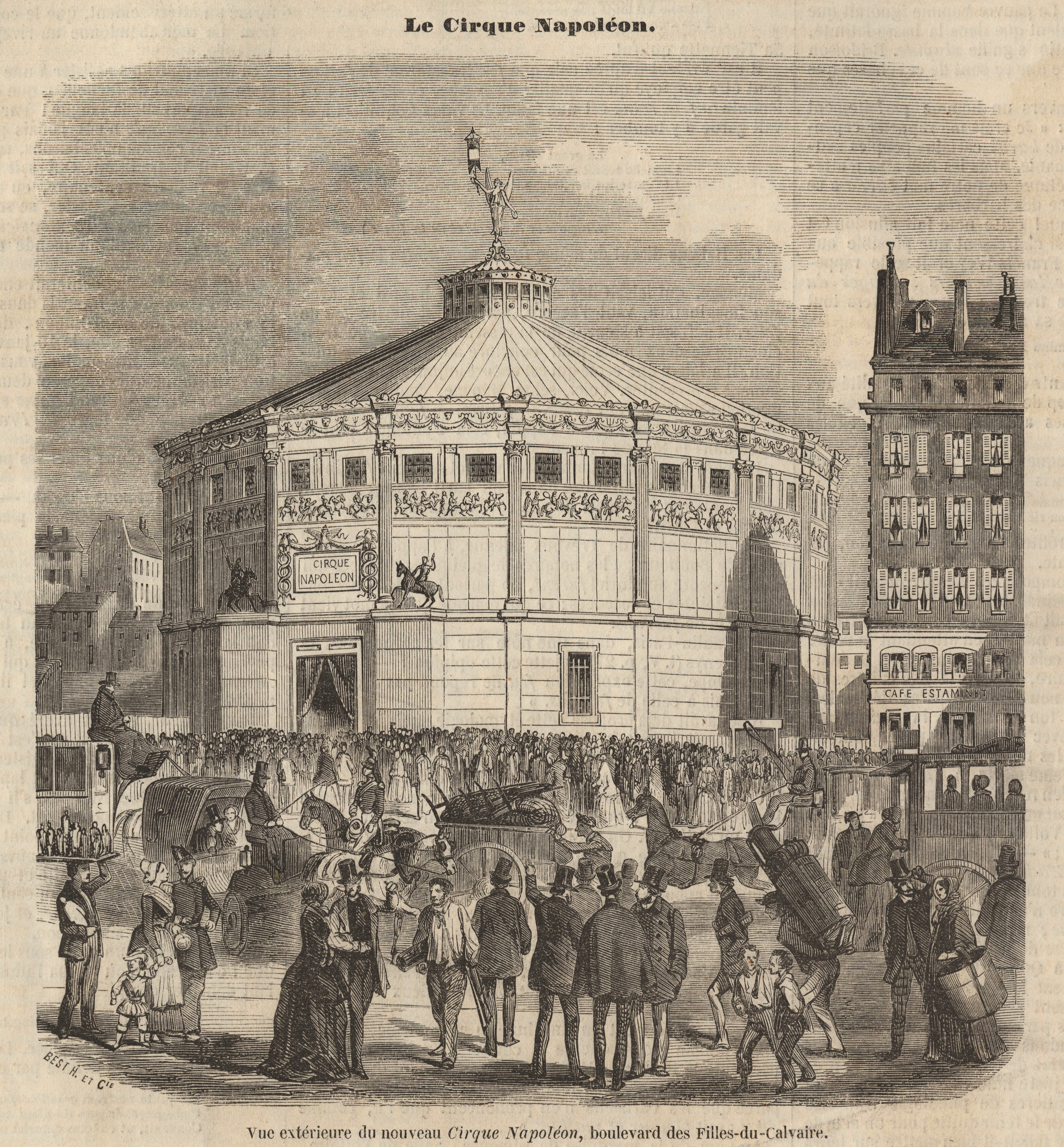
Le nouveau cirque Napoléon en 1853.
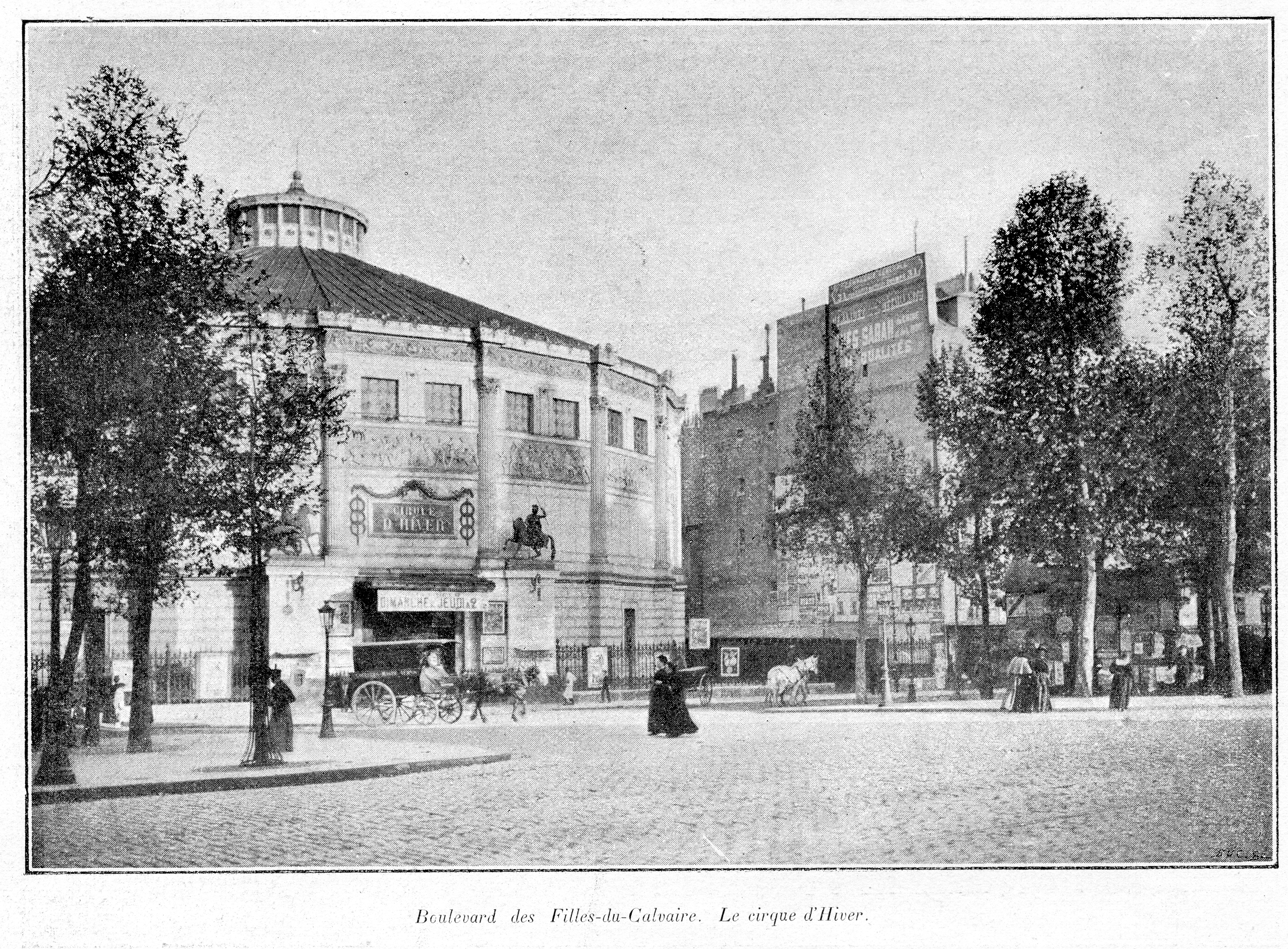
Le Cirque d'Hiver en 1897.

### Cirque équestre
Le cirque est pour l'essentiel voué à l'art équestre. Franconi et Baucher en seront les régisseurs. Le 12 novembre 1859 marque les débuts du Toulousain Jules Léotard, premier « artiste volant », celui qui invente l'art du trapèze volant. En 1870, Victor Franconi en reprend l'administration, suivi par son fils Charles, de 1897 à 1907. Le cirque Napoléon devient « Cirque national » pour laisser, en 1873, la place à l'appellation « Cirque d'Hiver ».

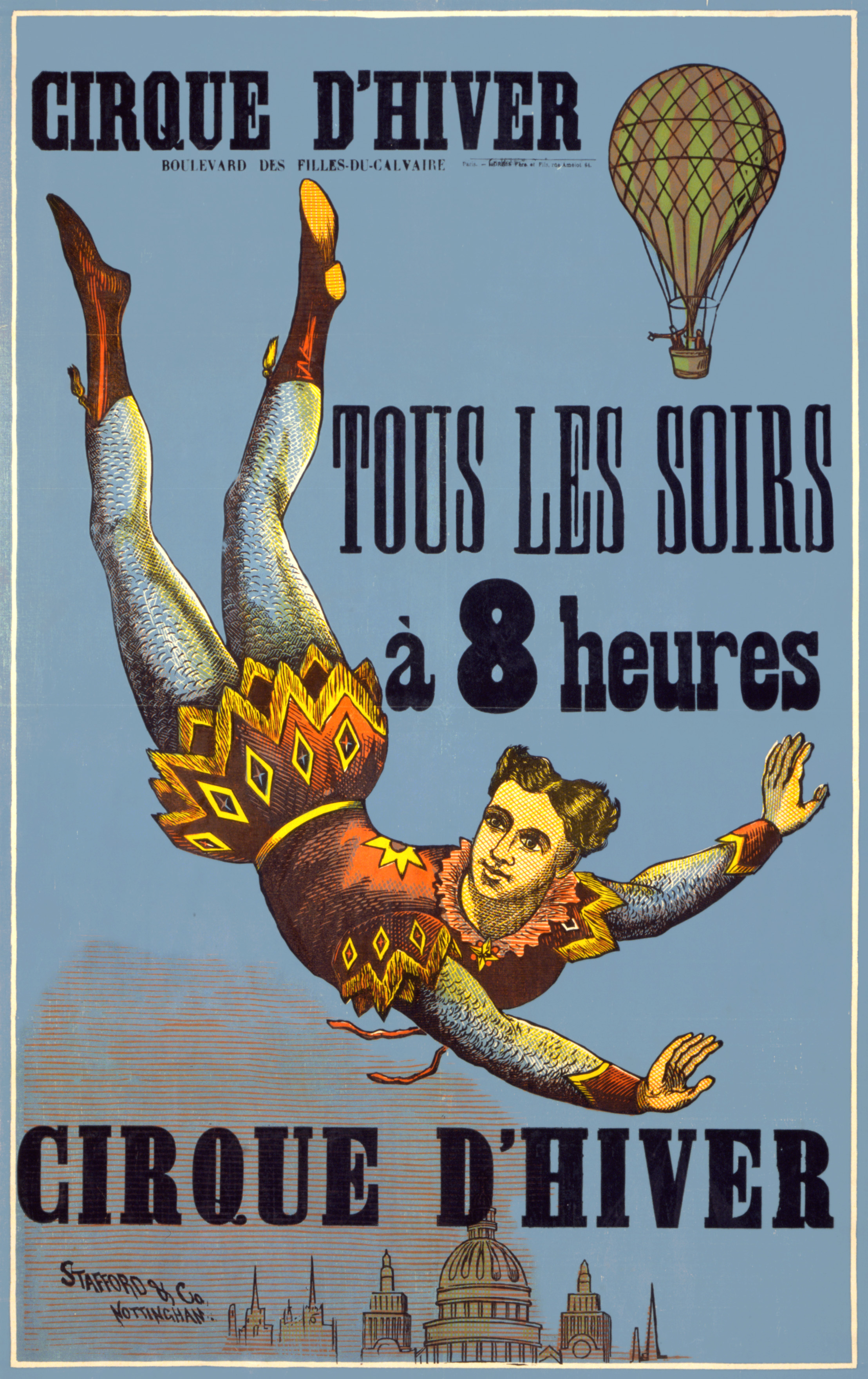
Affiche des années 1890-1900.
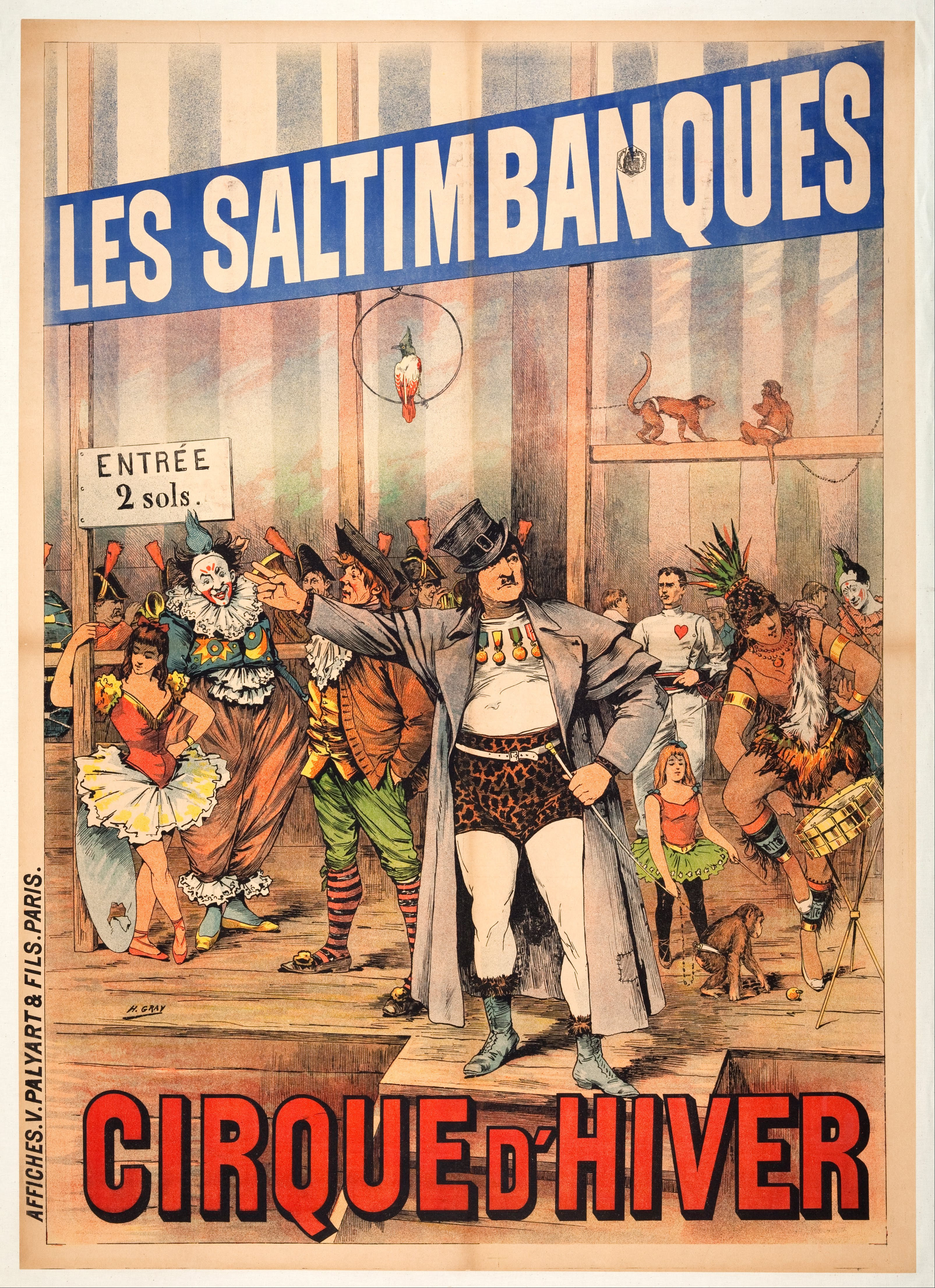
Affiche (1892) d'Henri Gray.

### Concerts populaires de musique classique
Le 27 octobre 1861 Jules Pasdeloup donne le premier de ses Concerts populaires de musique classique organisés au Cirque Napoléon avec un orchestre constitué des cent dix exécutants de la Société des jeunes artistes du Conservatoire avec au programme : l'ouverture d'Oberon de Carl Maria von Weber, la Symphonie pastorale de Ludwig van Beethoven, l'hymne autrichien de Joseph Haydn, le Concerto pour violon de Felix Mendelssohn et l'ouverture de La Chasse du jeune Henri d'Étienne Nicolas Méhul. Les 4 000 places sont prises d'assaut. Dès la première saison, si l'on considère une moyenne de 2 500 spectateurs par séance, ce sont 75 000 auditeurs qui ont assisté à la trentaine de concerts programmés jusqu'au 10 mai 1862. Hector Berlioz écrit dans le Journal des débats du 12 novembre 1861 : 

« […] M. Pasdeloup vient d’avoir une idée hardie dont le succès peu vraisemblable a dépassé toutes ses espérances […] à ses risques et périls, il a loué le Cirque-Napoléon, on y a élevé une estrade pouvant contenir une centaine de musiciens et là il donne les dimanches, à deux heures, des concerts populaires à bas prix, dans lesquels on entend exclusivement les chefs-d’œuvre de Beethoven, de Mozart, de Weber, de Mendelssohn […] Le silence est religieux et profond sur ces nombreux gradins circulaires occupés jusqu’au dernier. Un vaste murmure, rapidement comprimé, s’y élève seul parfois quand l’émotion musicale devient trop intense dans certains passages [jusqu’à ce qu’] éclatent des acclamations et des applaudissements dont la sincère énergie est peu connue dans nos théâtres et dans nos salles de concerts […] M. Pasdeloup a la joie et le mérite d’avoir fondé une belle institution qui nous manquait ; la partie est gagnée. »

— Hector Berlioz, « Concerts populaires de musique classique »
En 1878, les efforts de Pasdeloup sont officiellement reconnus par une subvention allouée aux Concerts populaires. Au début des années 1870 cependant, les difficultés financières surgissent lorsque Édouard Colonne et Charles Lamoureux créent à leur tour leur propre Société de concerts. La volonté de Lamoureux d'imposer la musique de Richard Wagner précipite sa chute et la faillite qui intervient en 1884. Deux années plus tard, il tente de ressusciter les concerts populaires en organisant un festival consacré à César Franck mais cet essai demeure sans lendemain : les Concerts populaires n'existent plus.

Pasdeloup et son orchestre
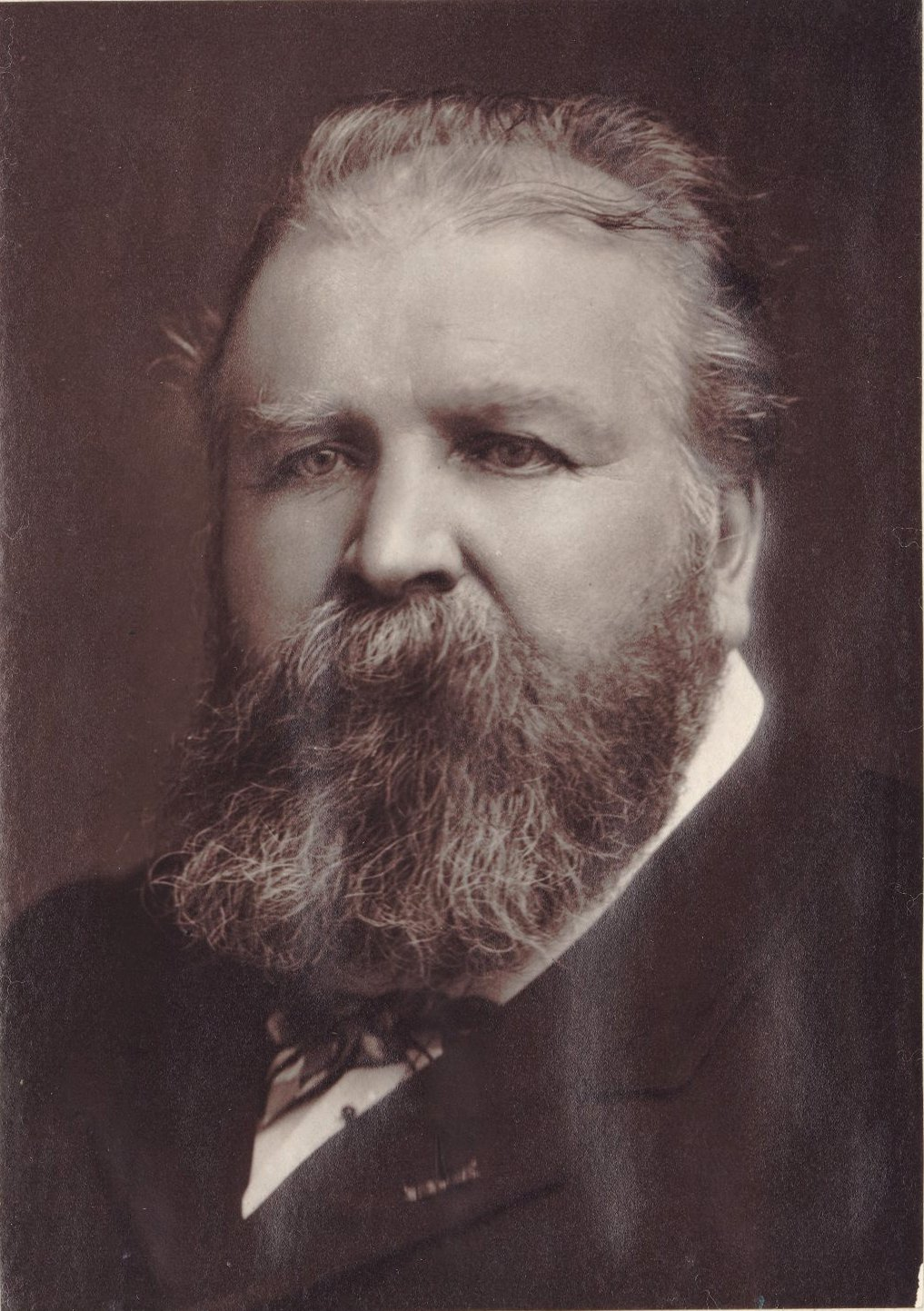
Jules Pasdeloup.
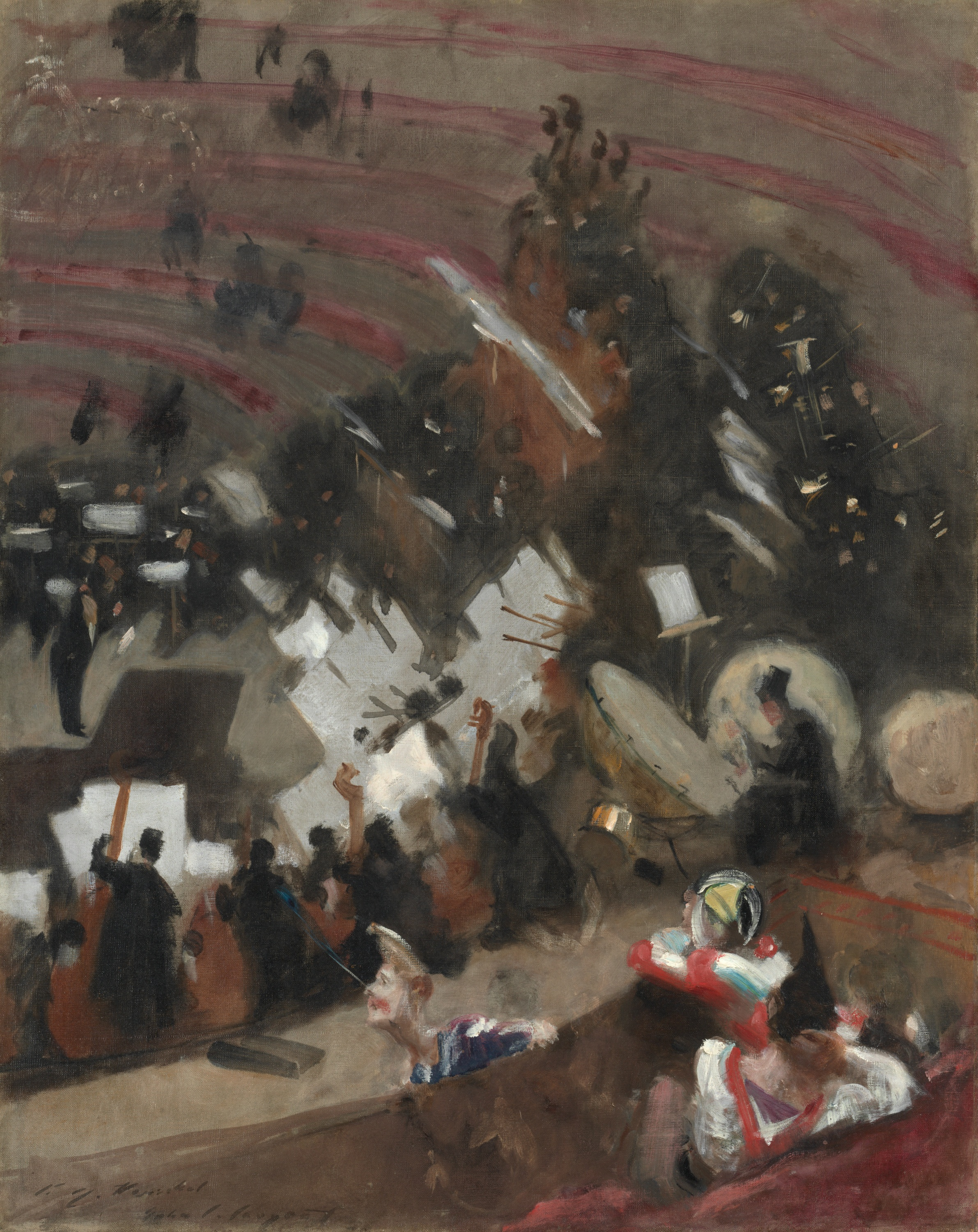
Répétition de l’Orchestre Pasdeloup au cirque d’hiver, John Singer Sargent, 1876-1878, Art Institute of Chicago.

### Cinéma concerts et théâtre
En 1907, les globes électriques illuminent le Cirque d'Hiver ; c'est la fin des lustres à gaz. Le producteur de film et créateur des Studios de la Victorine à Nice, Serge Sandberg, installe une salle de cinéma pour la Société Pathé dans le cirque transformé en « Temple de l'Art nouveau » ; fauves et crocodiles n'existent plus que sur l'écran. Sandberg recrée, en 1918, la tradition des Concerts populaires de musique classique dont il confie la direction à Rhené-Baton et, de concerts en théâtre, accueille Firmin Gémier, précurseur du Théâtre national populaire qui crée en 1920 au cirque d'hiver de Paris Œdipe roi de Thèbes et La Grande Pastorale. Les concerts reprennent dans le même cadre qu'en 1861 jusqu'à la cession par Sandberg de son bail à Gaston Desprez qui rend le cirque à sa destination première en 1923.

### Retour au cirque; music-hall, variété et politique

#### Restauration
En 1923, l'arrivée de Gaston Desprez marque la réouverture du cirque d'Hiver avec un programme de cirque, après une restauration complète du bâtiment. Les gradins en bois sont remplacés par des structures en béton, les peintures sont refaites, les installations électriques et techniques rénovées. Sous sa direction, les Fratellini deviennent directeurs artistiques. Le 28 octobre 1934, les quatre frères Bouglione reprennent le Cirque d'Hiver, payé comptant en pièces d'or. De grands artistes s'y produisent, de Pauline Borelli, la première dompteuse, à l'écuyère Émilie Loisset, de Jules Léotard à Lilian Hetzen, des Fratellini à Grock et Achille Zavatta, d'Alex à Pipo, d'Albert Rancy à Gilbert Houcke.
La parachutiste Édith Clark a obtenu le record de saut à l'altitude la plus basse, en se lançant de la coupole, à seulement quinze mètres du sol. Elle se donnait en spectacle, sautait en parachute dans une cage aux lions, effrayés par l'arrivée du parachute.

#### Pantomime
De 1931 à 1958, le cirque d'Hiver présente périodiquement des spectacles narratifs reprenant la tradition de la pantomime, oubliée en France depuis la Première Guerre mondiale. La première et unique représentation au cirque d'Hiver de Tarzan : Le maître de la jungle eut lieu le 13 octobre 1933. Cette même année, la direction du cirque fait construire une piste nautique spécialement pour les spectacles dénommés selon les programmes « opérettes de cirque à grand spectacle féerique et nautique », pour la plupart mises en scène par Géo Sandry sur une musique de Raymond Brunel.
Avant et après la Seconde Guerre mondiale, le cirque d'Hiver était loué à la « société parisienne de spectacles Audiffred et Cie » dirigée par Émile Audiffred, qui était de 1924 à 1932 le directeur du théâtre de l'Empire avec la présentation des plus grands numéros de cirque des années 1920, et prendra avant la guerre la direction du cirque Medrano. Au cirque d'Hiver, Émile Audiffred et son fils Roger Audiffred (directeur Artistique) produisent entre autres le clown Grock ; par la suite, ils lancent le Radio-Circus et son grand chapiteau.

#### Audiovisuel
En 1954, Gilles Margaritis crée son émission de télévision La Piste aux étoiles dans la salle du Cirque d'Hiver.
En 1955, Carol Reed y tourne Trapèze avec Gina Lollobrigida, Burt Lancaster et Tony Curtis.

#### Famille Bouglione
Les Bouglione donnent au Cirque d'Hiver des spectacles de cirque régulièrement jusqu'en 1984. L'écurie et la ménagerie sont depuis moquettées et servent de salle de réception. Des spectacles variés se succèdent, des comédies musicales, des tours de chant, des récitals, des fantaisies, comme « Émilie Jolie » (1985), « Barnum » (1981), « Les Aventures d'Astérix » (1988), Jacques Higelin (1982 et 1994), Guy Bedos (1986 et 2006), Diane Dufresne avec Dioxine de carbone (1984) et aussi le Cirque chinois (1989), le « Festival Mondial du Cirque de Demain » fondé en 1977, le « Cirque du Soleil » pour le spectacle Cirque réinventé (1990), le spectacle nautique de Muriel Hermine « Crescend'O » (1997).
En 1999, la nouvelle génération Bouglione produit à nouveau une saison de cirque, produisant chaque hiver et pour plusieurs mois un spectacle de cirque traditionnel : ce sont « Salto » (1999), « Piste » (2000), « Trapèze » (2001), « Le Cirque » (qui célébrait en 2002 l’anniversaire des 150 ans du monument), « Voltige » (2003), « Bravo » (2004), « Audace » (2005), « Artistes » (2006), « Vertige » (2007), « Étoiles » (2008), « Festif » (2009), « Prestige » (2010), « Virtuose » (2011) « Eclat » (2012), « Phénoménal » (2013), « Géant » (2014), « Rire » (2015), « Surprise » (2016), « Exploit » (2017), « Extra » (2018), « Défi » (2019), « Dingue » (2020/2021), « Fantaisie » (2022), « Délire » (2023), Spectaculaire (2024) et enfin Tempo (2025-2026).

#### Meetings politiques

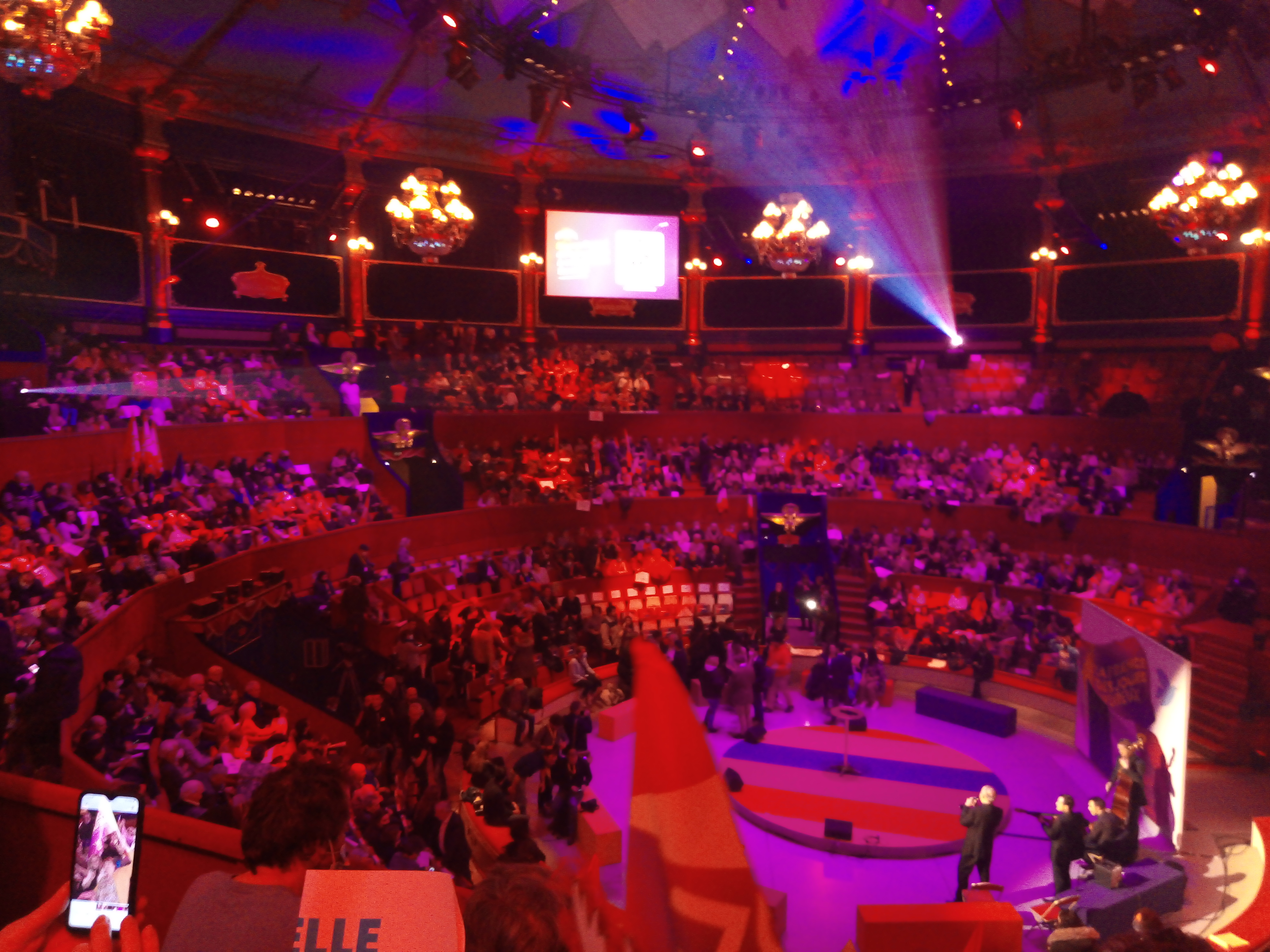
Meeting de Fabien Roussel au Cirque d'Hiver le 10 mars 2022 dans le cadre de la campagne électorale présidentielle française.

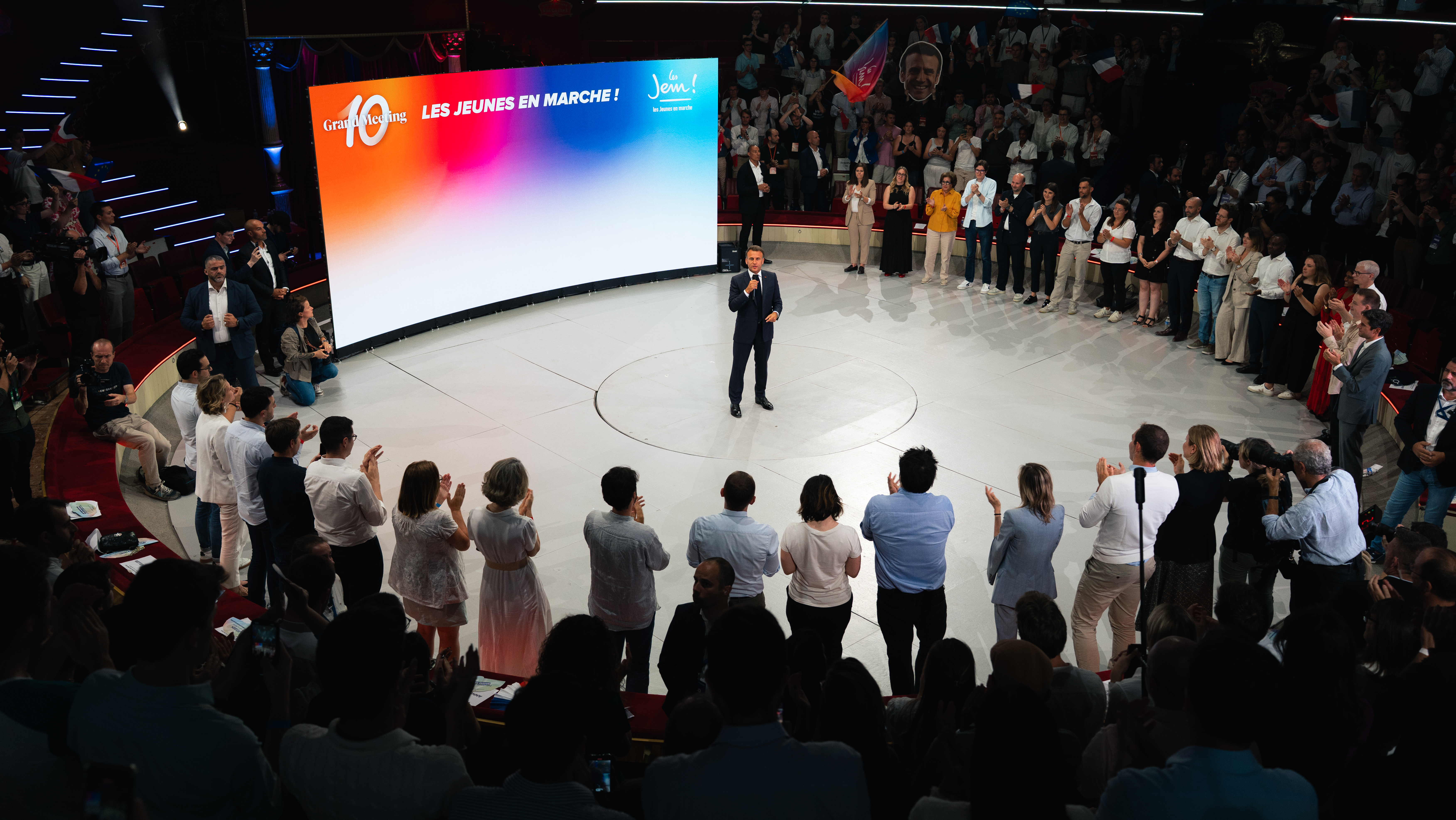
Le président de la République, Emmanuel Macron, prononçant un discours au Cirque d'Hiver à l'occasion du dixième anniversaire des Jeunes avec Macron, le 5 juillet 2025.

Outre le cirque proprement dit, le Cirque d'Hiver accueille, à l'occasion, des meetings politiques de tous bords et des spectacles variés.
Il accueille notamment Fabien Roussel pour un meeting le 10 mars 2022, en pleine campagne pour l'élection présidentielle. S'y tient ensuite le dixième anniversaire des Jeunes avec Macron le 5 juillet 2025.

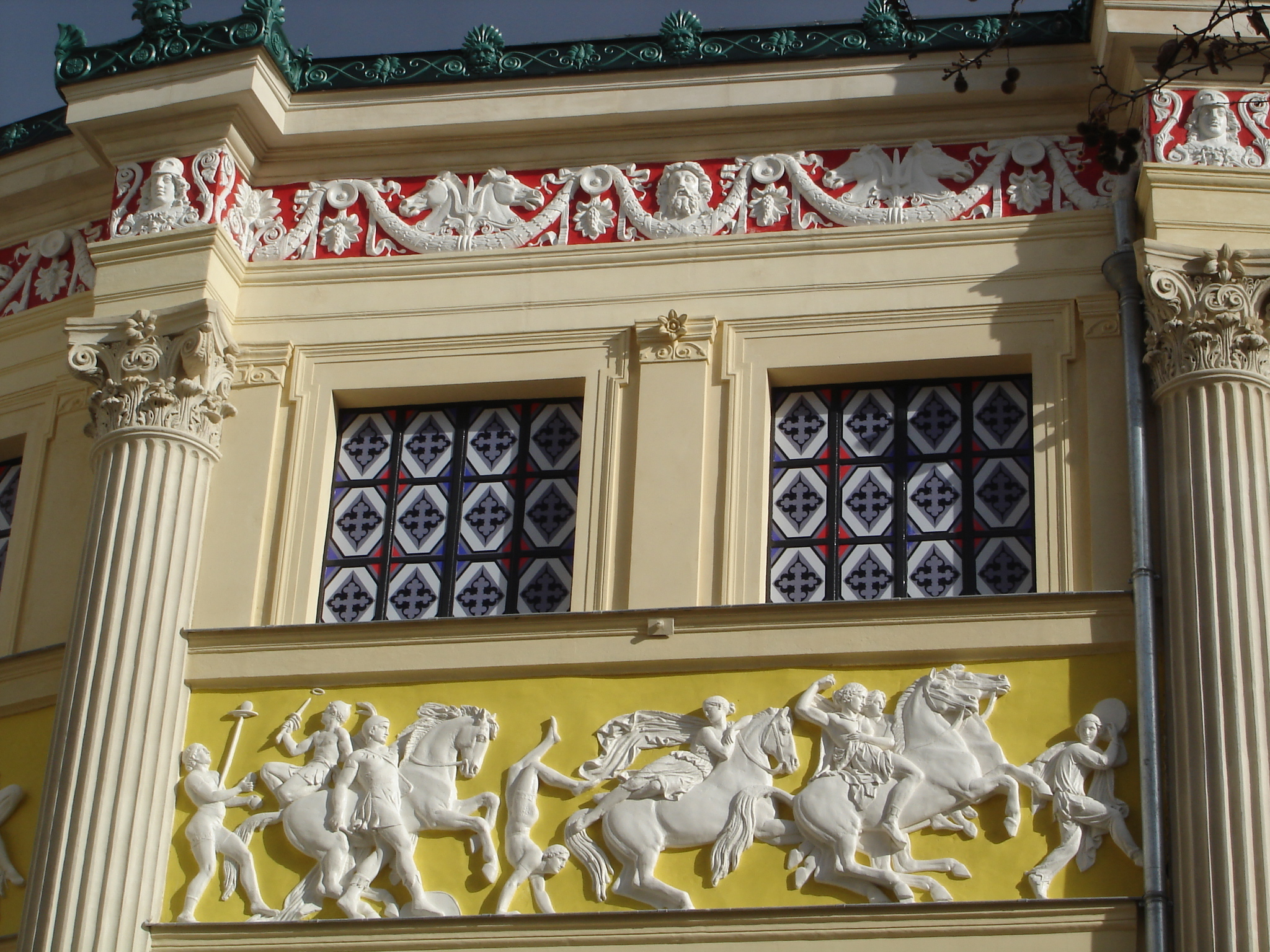
Rénovation de la façade et nouvelles couleurs pour les bas-reliefs en 2007.

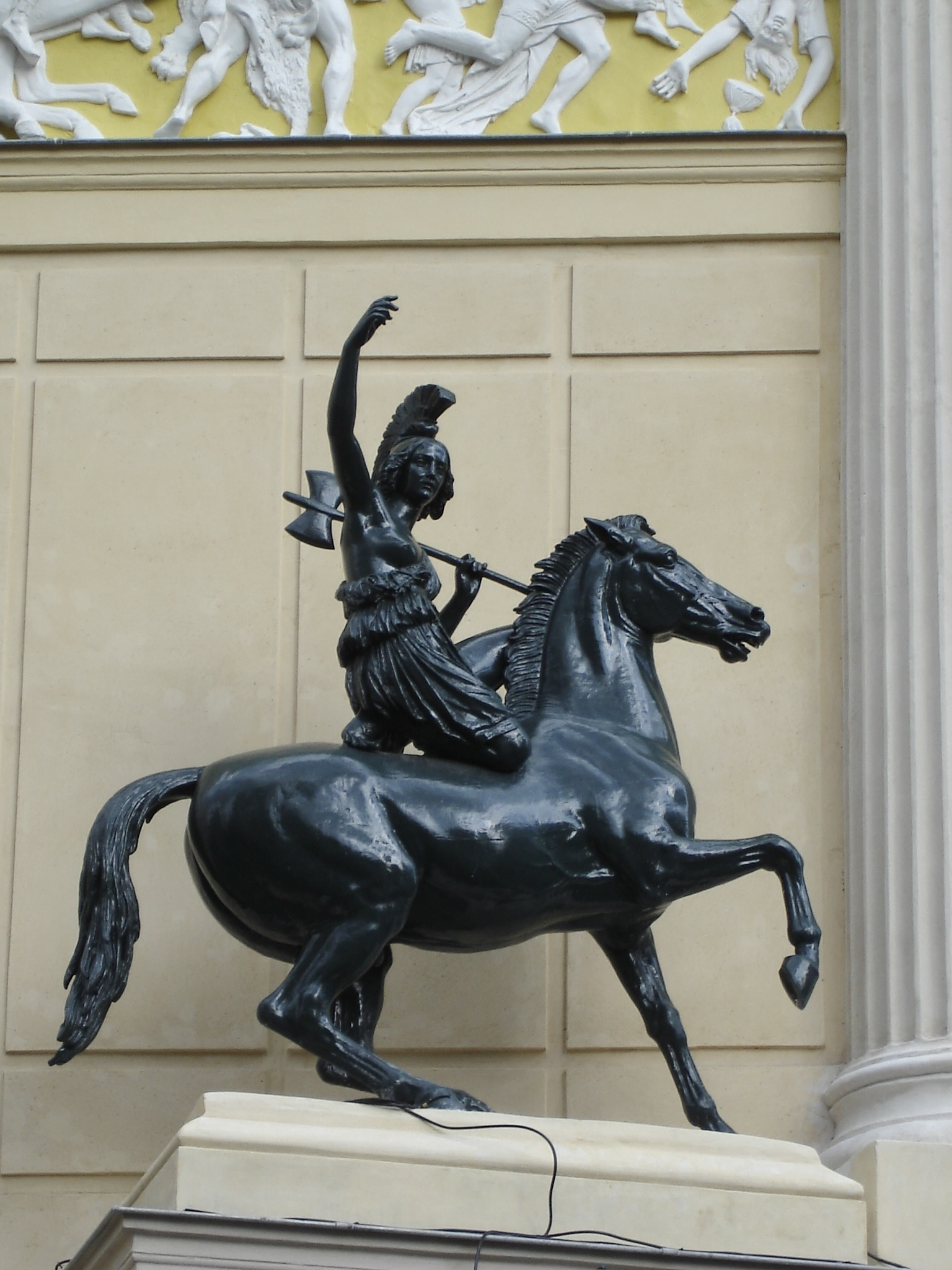
Statue d'une guerrière à cheval, à gauche de la porte d'entrée.

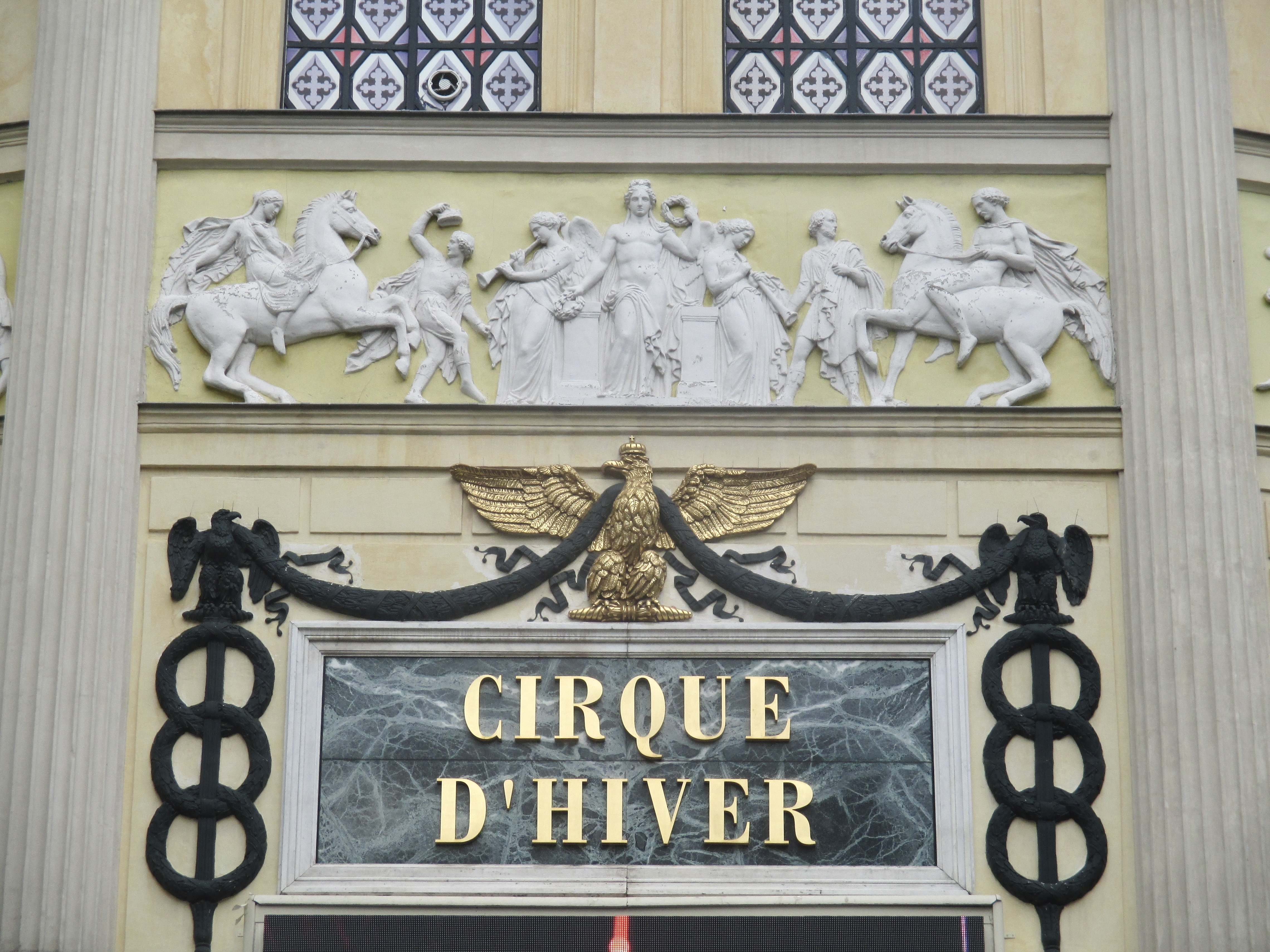
Détail du panneau central surplombant la porte.

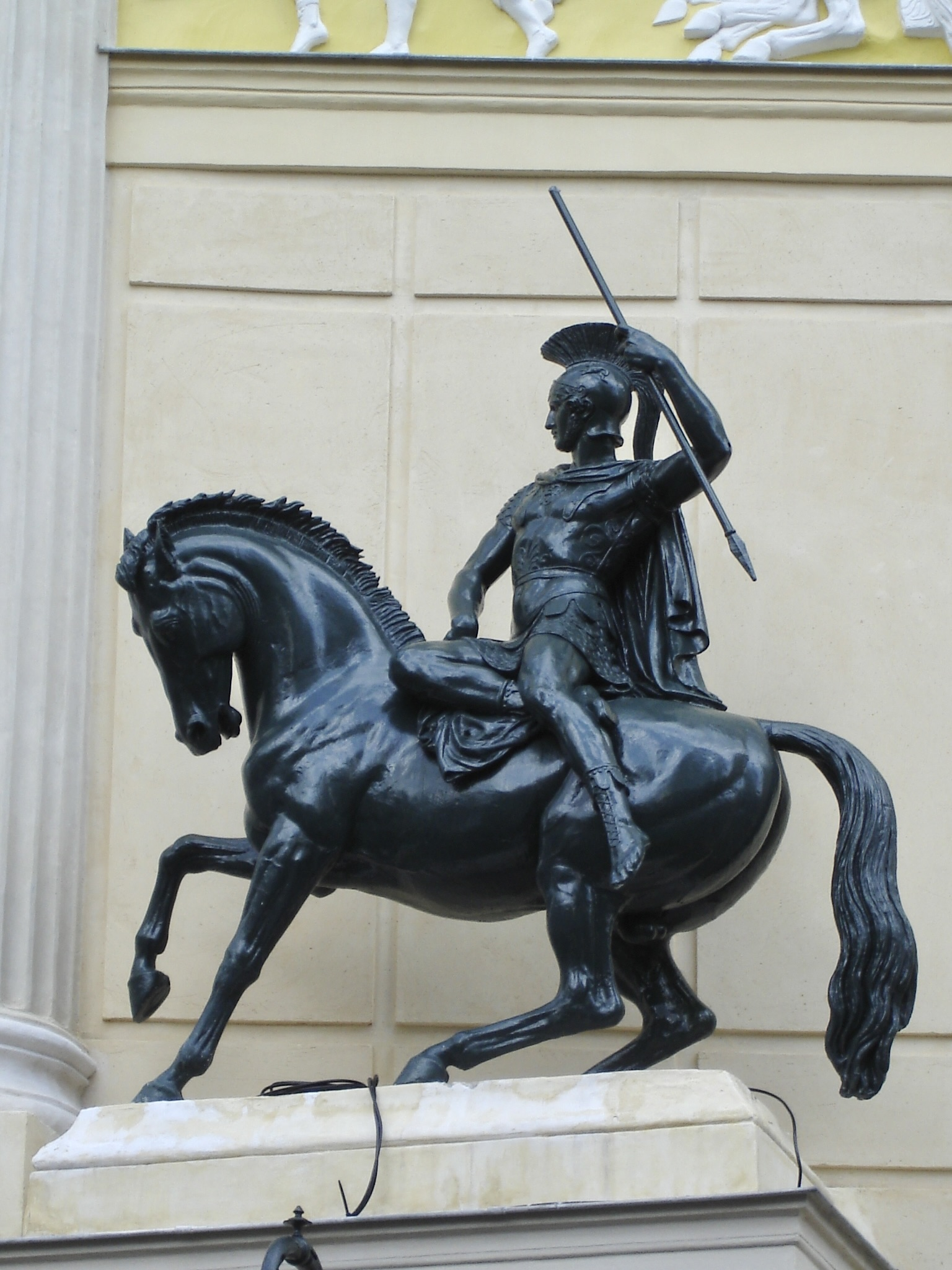
Statue d'un guerrier à cheval, à droite de la porte d'entrée.

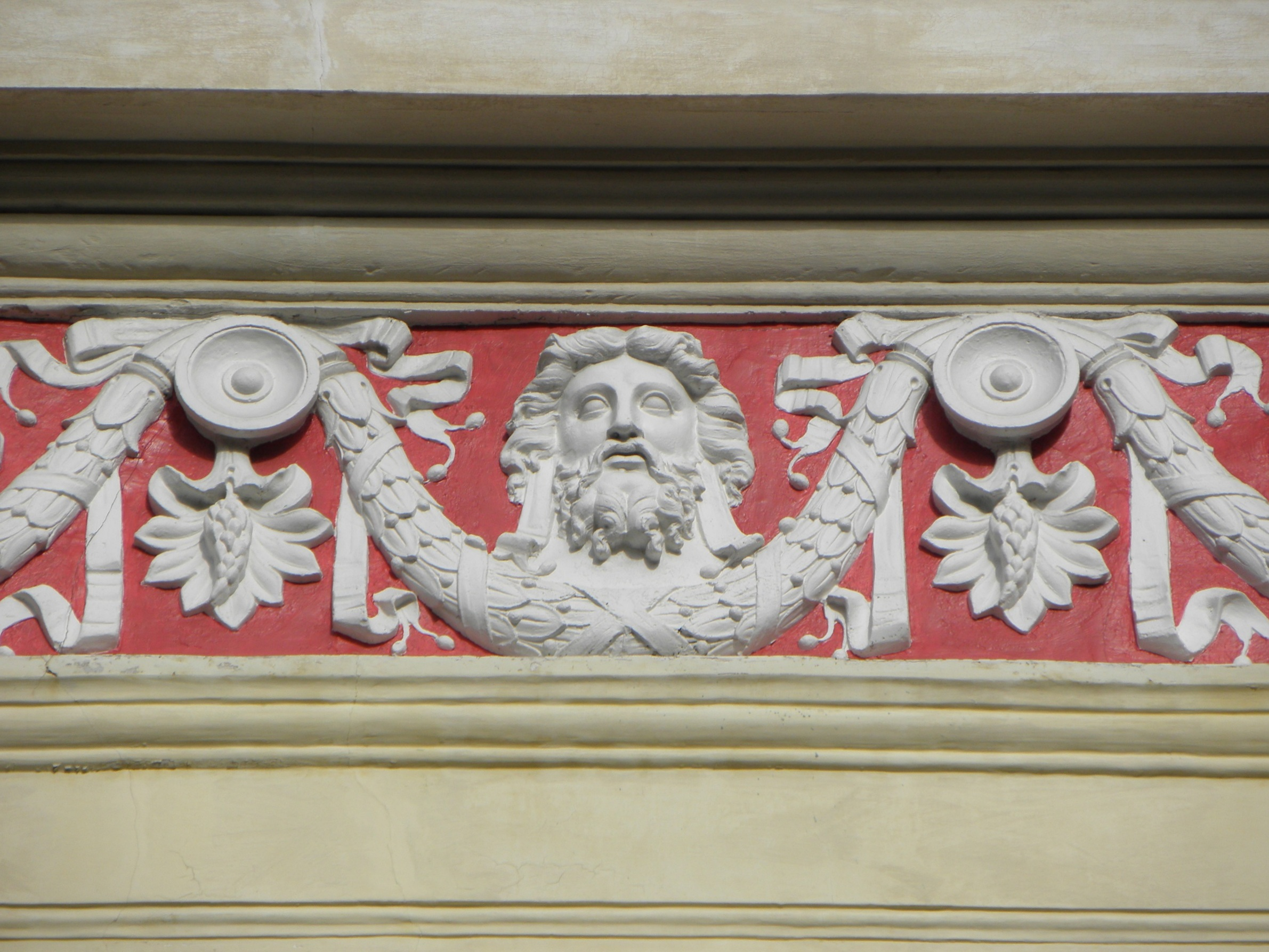
Détail d'une frise en 2013.

## Protection  du patrimoine
Le Cirque d'Hiver fait l'objet d'une inscription au titre des monuments historiques depuis le 10 février 1975.

## Accès
Le site est desservi par les stations de métro Filles du Calvaire et Oberkampf.